# Đường Rừng Sác
Đường Rừng Sác là đường giao thông chính yếu chạy dọc huyện Cần Giờ, Thành phố Hồ Chí Minh, Việt Nam. Đường bắt đầu từ bến phà Bình Khánh bên bờ Cần Giờ, xuyên theo trục tây bắc - đông nam qua các khu dân cư, khu nuôi thủy sản và rừng ngập mặn rồi kết thúc tại ngã tư dẫn vào khu du lịch biển 30/4.

## Xây dựng
Tháng 4 năm 1985, đường Rừng Sác cũ đã được khởi công trên một miền đất bùn lầy, sông rạch chằng chịt. Đường cũ chỉ có hai làn xe, qua 7 cây cầu nhỏ và còn phải qua hai tuyến phà. Tháng 5 năm 2002, Ủy ban nhân dân Thành phố Hồ Chí Minh duyệt dự án nâng cấp đường Rừng Sác, bắt đầu thí điểm nâng cấp thành đường Rừng Sác mới trên một đoạn đường chỉ 1 km từ khu vực sông Hào Võ cũ đến cầu Hà Thanh. Tháng 11 năm 2004, chính quyền thành phố tăng vốn đầu tư giai đoạn 1 và đến tháng 6 năm 2007 thì quyết định tăng quy mô đường lên thành sáu làn xe, riêng các cầu trên tuyến tạm thời thiết kế với 1 nguyên đơn 2 làn xe chạy.
Đường Rừng Sác mất 9 năm để hoàn tất, tính từ ngày khởi công đến ngày khánh thành vào tháng 2 năm 2011. Đường dài 36,5 km, rộng 30 m với sáu làn xe, gồm hai giai đoạn xây dựng cho ba phân đoạn đường. 
- Phân đoạn từ bến phà đến ngã tư Nhơn Trạch (đi bên dưới đường cao tốc Bến Lức - Long Thành hiện nay): giai đoạn 1 gồm bốn làn xe, rộng 23,5 – 30 m; giai đoạn 2 nâng lên sáu làn xe, rộng 30 m.
- Phân đoạn từ ngã tư Nhơn Trạch đến ngã ba Long Hòa (nút giao với đường Duyên Hải): giai đoạn 1 gồm sáu làn xe, rộng 30,5 m; giai đoạn 2 nâng lên rộng 31,24 m.
- Phân đoạn từ ngã ba Long Hòa đến ngã tư 30/4 (nút giao với đường dẫn vào khu du lịch biển 30/4 và đường Thạnh Thới dẫn vào ấp Hòa Hiệp, xã Long Hòa): giai đoạn 1 gồm bốn làn xe, rộng 23,5 m; giai đoạn 2 nâng lên rộng 40 m.[3][6]

Một số đoạn đường lộ giới lên đến 120 m như đoạn từ ngã tư Nhơn Trạch đến cầu Dần Xây (không tính cầu An Nghĩa). Có những đoạn lộ giới 60 m như đoạn từ cầu Dần Xây đến ngã ba Long Hòa (không tính cầu Hà Thanh).
Đường Rừng Sác được khánh thành giai đoạn 1 vào ngày 26 tháng 1 năm 2010 (trừ cầu An Nghĩa chưa hoàn thiện) và khánh thành chính thức vào ngày 22 tháng 1 năm 2011. Tổng vốn đầu tư cả tuyến đường là 1.420 tỉ đồng, trong đó hơn 500 tỉ đồng để xây cầu.

### Hệ thống cầu

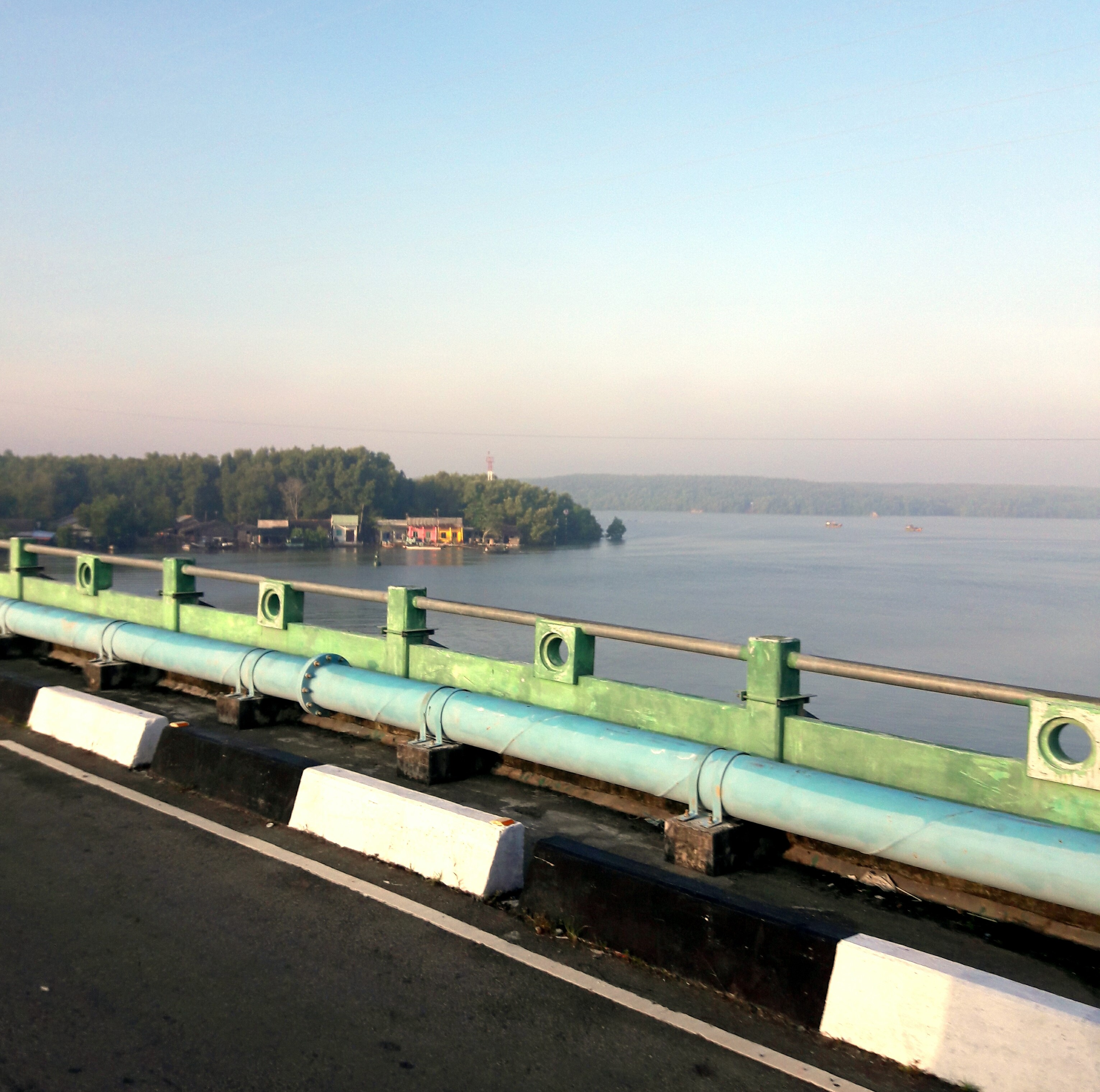
Đi trên cầu An Nghĩa

Trên toàn tuyến đường Rừng Sác có tám cây cầu, theo thứ tự từ bắc xuống nam như sau:
| STT | Tên cầu            | Km     | Xã                        |
| --- | ------------------ | ------ | ------------------------- |
| 1   | Rạch Lá            | 9      | Bình Khánh - An Thới Đông |
| 2   | An Nghĩa           | 11+200 | An Thới Đông              |
| 3   | Nông Trường Quận 5 | 11+847 | An Thới Đông              |
| 4   | Rạch Đôn           | 13+100 | An Thới Đông              |
| 5   | Lôi Giang          | 16     | An Thới Đông              |
| 6   | Long Giang Xây     | 21+400 | An Thới Đông              |
| 7   | Dần Xây            | 22+500 | An Thới Đông - Long Hòa   |
| 8   | Hà Thanh           | 35+100 | Long Hòa                  |

Bảy cây cầu mới có tải trọng 30 tấn được xây dựng để thay cho các cầu cũ, riêng cầu Dần Xây đã hoàn thành từ trước vào năm 2001. Cầu này mất ba năm xây dựng sau nhiều lần gia hạn, dài 381 m, rộng 12 m, tải trọng 30 tấn, thay thế cho phà Dần Xây ngày trước. Địa danh "Dần Xây" có nguồn gốc từ tên loài cây giằng xây, được sách Đại Nam quốc âm tự vị của Huỳnh Tịnh Của miêu tả có quả "giống cái thớt cối xay", có "bông lá dùng làm thuốc ho gió, sắc với đường phèn".
Cầu An Nghĩa là cầu mới cuối cùng được hoàn thành trên tuyến đường Rừng Sác, tiêu tốn chín tháng thi công và 179,1 tỉ đồng, dài 386,8 m, rộng 13,2 m, tĩnh không thông thuyền 6 m, khánh thành ngày 28 tháng 6 năm 2010.

## Mạng lưới kết nối

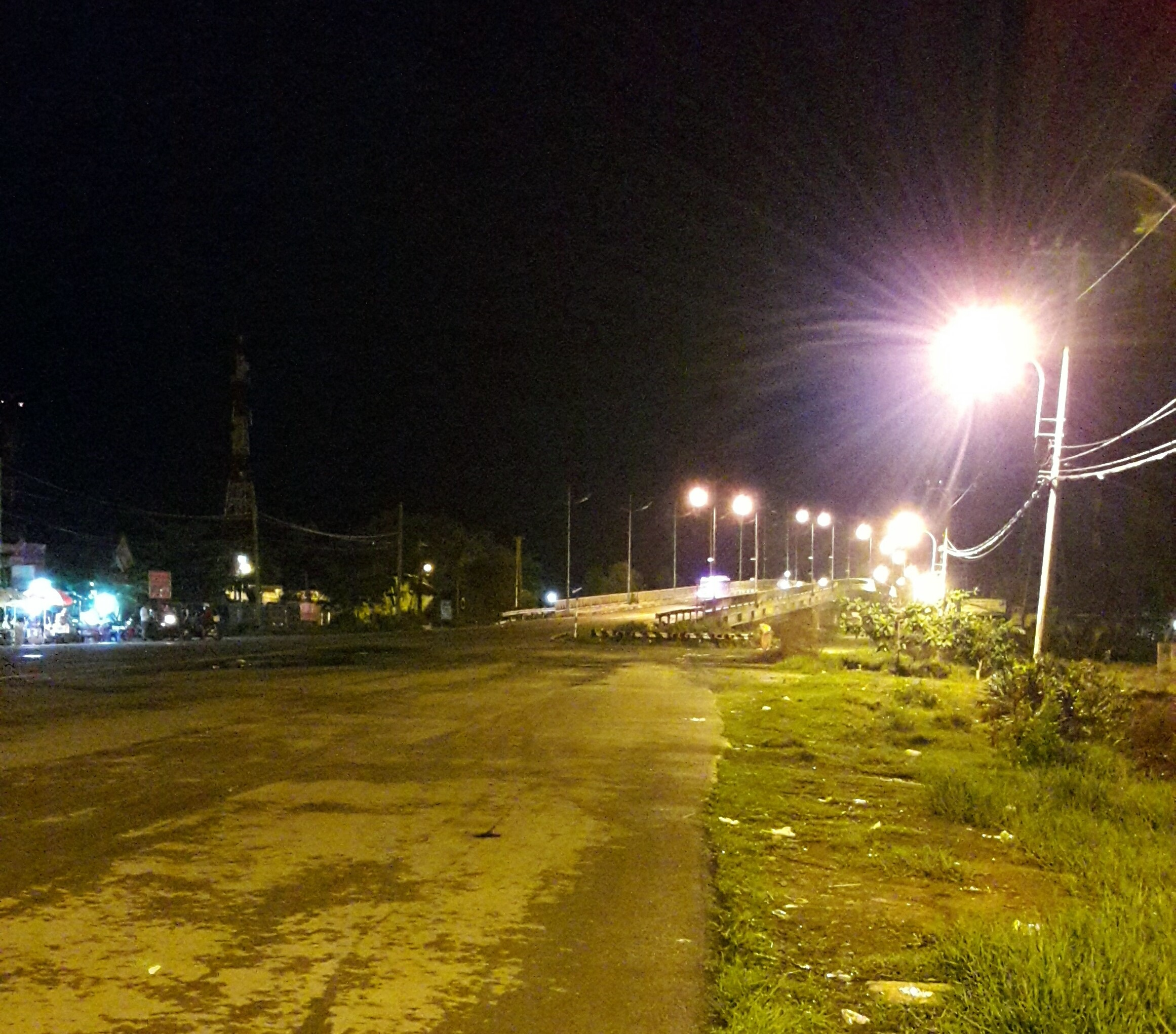
Đoạn đường Rừng Sác gần cầu An Nghĩa vào ban đêm

Đường Rừng Sác nằm trên địa phận ba xã là Bình Khánh, An Thới Đông và Long Hòa. Trụ sở ủy ban nhân dân các xã Bình Khánh và Long Hòa đều nằm ở mặt tiền đường. Từ đường Rừng Sác có các đường dẫn vào các khu dân cư sâu bên trong từng xã. Đi từ phía bắc xuống đến khu vực ngã ba Tam Thôn Hiệp gần cầu An Nghĩa rồi rẽ vào đường Tam Thôn Hiệp sẽ đến xã Tam Thôn Hiệp. Đến tiếp đến ngã ba An Thới Đông, rẽ vào theo đường An Thới Đông sẽ đến các khu vực đông dân cư của xã An Thới Đông. Đến tiếp đến ngã ba Lý Nhơn, đi theo đường Lý Nhơn (khoảng 20 km) qua ấp Doi Lầu của xã An Thới Đông sẽ đến trung tâm xã Lý Nhơn. Đi tiếp đến ngã ba Long Hòa, nếu rẽ phải thì sẽ đi sâu vào xã Long Hòa.
Đường Rừng Sác đi xuyên qua các khu vực dân cư, khu nuôi thủy sản và chủ yếu là những cánh rừng ngập mặn. Dọc đường khách du lịch có thể tiếp cận các khu du lịch sinh thái như khu du lịch Vàm Sát, khu du lịch Dần Xây và khu du lịch đảo khỉ - căn cứ Rừng Sác. Khách đến ngã tư 30/4 có thể rẽ vào khu du lịch 30/4 để vui chơi ở bãi biển hoặc tìm mua hải sản tại chợ Hàng Dương. Nếu khách đi thẳng theo đường Duyên Hải qua ngã tư 30/4 thì sẽ đến thị trấn Cần Thạnh, trung tâm của huyện Cần Giờ.

## Giao thông công cộng
Hiện nay có hai tuyến xe buýt đi xuyên suốt đường Rừng Sác:
| Số hiệu tuyến | Điểm đi - điểm đến                                        | Điểm đi - điểm đến | Điểm đi - điểm đến                                             | Cự ly (km) | Thời gian chuyến (phút) | Giãn cách (phút) |
| ------------- | --------------------------------------------------------- | ------------------ | -------------------------------------------------------------- | ---------- | ----------------------- | ---------------- |
| [ 10 ]        | Phà Bình Khánh (Bãi xe bến phà Bình Khánh, xã Bình Khánh) | ↔                  | Cần Thạnh (Bến xe Cần Thạnh, đường Đào Cử, thị trấn Cần Thạnh) | 45,6       | 80                      | 8 – 15           |
| [ 11 ]        | Sài Gòn (Công viên 23 Tháng 9 Quận 1)                     | ↔                  | Cần Giờ (Bến xe Cần Thạnh, đường Đào Cử, thị trấn Cần Thạnh)   | 63         | 140                     | –                |